# Prosopocera alboplagiata
Prosopocera alboplagiata är en skalbaggsart som beskrevs av Jordan 1894. Prosopocera alboplagiata ingår i släktet Prosopocera och familjen långhorningar.
Artens utbredningsområde är Sierra Leone. Inga underarter finns listade i Catalogue of Life.